# Episodi di Penny Dreadful (prima stagione)
La prima stagione della serie televisiva Penny Dreadful, composta da 8 episodi, è stata trasmessa sul canale statunitense via cavo Showtime dall'11 maggio al 29 giugno 2014.
Negli Stati Uniti, l'episodio pilota Night Work, è stato reso disponibile in anteprima dal 27 aprile 2014 sul sito web di Showtime, su YouTube e sui servizi Showtime On Demand e Showtime Anytime.
In Italia, la stagione è andata in onda in prima visione assoluta su Rai 4 dal 7 al 28 settembre 2015 in versione censurata e dall'11 settembre al 3 ottobre 2015 in versione integrale.
| nº | Titolo originale             | Titolo italiano            | Prima TV USA   | Prima TV Italia   |
| -- | ---------------------------- | -------------------------- | -------------- | ----------------- |
| 1  | Night Work                   | Lavoro notturno            | 11 maggio 2014 | 7 settembre 2015  |
| 2  | Séance                       | Seduta spiritica           | 18 maggio 2014 | 7 settembre 2015  |
| 3  | Resurrection                 | Resurrezione               | 25 maggio 2014 | 14 settembre 2015 |
| 4  | Demimonde                    | Mondo occulto              | 1º giugno 2014 | 14 settembre 2015 |
| 5  | Closer Than Sisters          | Più unite di due sorelle   | 8 giugno 2014  | 21 settembre 2015 |
| 6  | What Death Can Join Together | Ciò che la morte può unire | 15 giugno 2014 | 21 settembre 2015 |
| 7  | Possession                   | Possessione                | 22 giugno 2014 | 28 settembre 2015 |
| 8  | Grand Guignol                | Grand Guignol              | 29 giugno 2014 | 28 settembre 2015 |

## Lavoro notturno
- Titolo originale: Night Work
- Diretto da: Juan Antonio Bayona
- Scritto da: John Logan

### Trama
A Londra, nella notte tra il 21 e il 22 settembre 1891, una donna e la sua bambina di 7 anni vengono squartate nel loro misero appartamento a East End.
La mattina seguente, la signorina Vanessa Ives, giovane donna cattolica perseguitata dalle forze del male, presenzia a un'esibizione dell'americano Ethan Chandler e, notando la destrezza dell'uomo con le armi da fuoco, lo invita a unirsi a lei per un lavoro notturno. Quella sera, allettato da una possibile ricompensa in denaro, il signor Chandler si presenta all'indirizzo indicatogli dalla signorina Ives. Questa lo presenta a Sir Malcolm Murray, un uomo determinato a ritrovare la figlia Mina rapita anni prima da una creatura demoniaca. Il gruppo accede a una fumeria d'oppio e da lì scende nelle profondità della metropoli e si ritrova a combattere proprio con la creatura e i suoi servitori. Ethan e Sir Malcolm riescono a ucciderli tutti, senza però ritrovare Mina. Sir Malcolm pensa dunque che la creatura uccisa non sia la stessa che ha rapito la figlia e, per comprenderne meglio la natura, fa analizzare il cadavere dal dottor Victor Frankenstein. Quest'ultimo rimane affascinato dal corpo, il quale presenta degli antichi geroglifici scolpiti sotto la pelle dei quali Sir Malcolm vorrebbe scoprire il significato. Ethan, al contrario degli altri, è piuttosto sconvolto dall'accaduto.
La mattina seguente, l'ispettore Granworthy si reca sulla scena del crimine a East End per iniziare le indagini.
Ethan va a Grandage Place, la residenza di Vanessa e Sir Malcolm, per riscuotere la sua ricompensa. La signorina Ives risponde ai suoi dubbi riguardo alle motivazioni di Sir Malcolm e alla natura del mondo visitato la notte precedente. Il signor Chandler dice di non essere interessato a partecipare al prossimo lavoro notturno e se ne va. Sir Malcolm, tuttavia, desidera che l'uomo resti a Londra e che lo aiuti. Nel pomeriggio, Vanessa e Sir Malcolm si recano al British Museum per ricevere un parere professionale sui geroglifici dall'egittologo Ferdinand Lyle. Quest'ultimo dà un'occhiata alle fotografie portate da Sir Malcolm e decide di rimandare lo studio dei geroglifici al venerdì successivo, in occasione di una festa alla quale Vanessa e Sir Malcolm vengono invitati. Attraverso Sembene, uomo proveniente dall'Africa e fedele a Sir Malcolm, il Dr. Frankenstein riceve un invito al Club dell'Esploratore, dove Sir Malcolm gli propone di continuare le sue ricerche sul cadavere della creatura in cambio di denaro. Lo scopo di Sir Malcolm è quello di trovare una cura alla "malattia" che affligge tali esseri. Nel frattempo, Ethan Chandler è restio a lasciare la città e si aggira nei pressi di Grandage Place. Arrivato a casa, Sir Malcolm viene sorpreso dall'apparizione di Mina, la quale si palesa brevemente nella sua stanza. Sir Malcolm racconta a Vanessa l'accaduto, sottolineando quanto la figlia gli sembrasse estranea e mostruosa, come se fosse stata soggiogata dalle forze del male. Vanessa cerca conforto nella preghiera, ma un'entità maligna sembra sopraffarla. Anche Victor torna a casa e si dirige nel suo laboratorio segreto. Ad aspettarlo c'è il corpo senza vita di un uomo: si tratta dell'ultimo esperimento del Dr. Frankenstein, il quale spera di poter riportare in vita l'essere attraverso l'elettricità. Durante la tempesta di tuoni e lampi Victor si accorge che l'uomo è sparito dal suo tavolo di lavoro durante un blackout e lo ritrova qualche istante dopo in un angolo: l'essere è vivo e sta fissando Frankenstein.
- Guest star: Simon Russell Beale (Ferdinand Lyle), Alex Price (Proteo), Olivia Llewellyn (Mina Murray), Lorcan Cranitch (Ispettore Granworthy).
- Altri interpreti: Aoife Byrne (Madre), Karla Lyons (Bambina di 7 anni), Owen Roe (Colonnello Brewster), Alison McGirr (Donna giovane e bella), Fady Elsayed (Capo a conoscenza dei fatti), Robert Nairne (Vampiro), Pat McGrath (Capo del mortuario), Mary Murray (Donna 1), Helen Norton (Donna 2), Alvaro Lucchesi (Fotografo della polizia), Dylan McDonough (Conestabile), Gary Fox (Felix).
- Ascolti USA: telespettatori 872 000[4]
- Ascolti Italia: telespettatori non disponibili – share 0,83%[5]

## Seduta spiritica
- Titolo originale: Séance
- Diretto da: Juan Antonio Bayona
- Scritto da: John Logan

### Trama
Ethan alloggia alla Locanda del Marinaio, dove conosce la prostituta Brona Croft. Successivamente Brona lavora per il giovane e seducente Dorian Gray il quale la sottopone a una seduta di foto erotiche. Nel frattempo Victor insegna i primi rudimenti alla sua creatura, alla quale darà il nome di Proteo, scelto a caso da quest'ultimo su un libro di Shakespeare. Victor si reca a Grandage Place per aiutare Sir Malcolm e Vanessa cercando di scoprire di più sul vampiro ucciso in precedenza e trova il suo cadavere completamente privato dell'esoscheletro. Il venerdì sera sir Malcolm e Vanessa vanno alla festa a casa di Lyle, dove Vanessa conosce Dorian e ne rimane turbata. Successivamente durante la festa Sir Malcolm, Vanessa e Dorian Gray partecipano a una seduta spiritica guidata da Madame Kali. Durante la seduta, Vanessa viene posseduta da un demone che la perseguita e che le fa prendere le sembianze di Mina e del fratello Peter, morto con il padre durante una spedizione in Africa. Il mattino seguente Sir Malcolm si reca al British Museum per consegnare le foto dei restanti geroglifici a Lyle. Quest'ultimo riesce a tradurre parte dei geroglifici, scoprendo che rappresentano una terribile profezia: quando i potenti dei Amonet e Amon Ra si uniranno, diventeranno i signori del male e l'oscurità dominerà la terra.
Nel frattempo Victor fa uscire Proteo per fargli conoscere il mondo e, quando i due ritornano a casa, Proteo viene dilaniato da un essere precedentemente creata da Victor.
- Guest star: Simon Russell Beale (Ferdinand Lyle), Billie Piper (Brona Croft), Alex Price (Proteo), Lorcan Cranitch (Ispettore Granworthy) e Helen McCrory (Madame Kali).
- Altri interpreti: Amy De Bhrún (Prostituta), Jack Walsh (Barista), Michael O'Flaherty (Sergente di polizia), Joe McAvera (Fotografo), Paul Ward (Impiegato al telegrafo), Rick Burn (Marinaio).
- Ascolti USA: telespettatori 722 000[6]
- Ascolti Italia: telespettatori non disponibili – share 0,94%[5]

## Resurrezione
- Titolo originale: Resurrection
- Diretto da: Dearbhla Walsh
- Scritto da: John Logan

### Trama
Un flashback racconta il motivo per cui Victor ha deciso di riportare in vita i morti. Il giovane Victor vede sua madre Caroline Frankenstein morire davanti ai suoi occhi soffocata dal sangue a causa della tubercolosi. In seguito a questo fatto, Victor inizia a studiare per trovare il modo di riportare in vita i morti.
Nel presente la creatura ritorna da Victor e gli racconta il suo doloroso passato: dopo che Victor lo aveva abbandona alla nascita, era riuscito a imparare a parlare, leggere e scrivere dai libri di poesia e successivamente aveva deciso di andare a Londra per cercare Victor. A Londra aveva incontrato un uomo, Vincent Brand, che lo aveva chiamato Calibano e gli aveva trovato un lavoro al suo teatro, il Grand Guignol. In seguito Calibano inizia a pedinare Victor e quando lo trova uccide Proteo. Calibano intima a Victor di creargli una compagna immortale come lui e quando Victor si rifiuta, Calibano promette che lo farà soffrire.
Nel frattempo Vanessa ha una visione di Mina e riesce a percepire che le creature che l'hanno rapita si trovano allo Zoo di Londra. Ethan nel frattempo è diventato l'amante di Brona e decide di accettare il lavoro offertogli da sir Malcolm per ottenere così i soldi necessari a comprare le medicine per Brona, la quale soffre di tubercolosi. Quindi Sir Malcolm, Vanessa, Ethan e Sembene si recano allo Zoo, dove vengono attaccati da un branco di lupi, ma Ethan riesce a fermarli e a metterli in fuga. Nella gabbia delle scimmie Vanessa trova Fenton, un giovane vampiro che viene subito portato a Grandage Place dove è incatenato nelle segrete per essere interrogato. Sir Malcolm, pur di sapere dove si trova il padrone dei vampiri che ha rapito Mina, picchia violentemente Fenton, il quale dice che il suo padrone è ovunque. Durante l'interrogatorio Sir Malcolm, Vanessa, Ethan e Sembene vengono raggiunti da Victor. L'episodio termina con Fenton che evoca il suo padrone.
- Guest star: Alun Armstrong (Vincent Brand), Olly Alexander (Fenton), Olivia Llewellyn (Mina Murray), Hannah Tointon (Maud Gunneson), Mary Stokley (Caroline).
- Altri interpreti: Gus Barry (Victor Frankenstein da giovane), Anthony Brophy (Alphonse), Lucas Farren (William), Nathan O'Toole (Ernest), Gavin Fowler (Simon), Martin Phillips (Direttore di scena).
- Ascolti USA: telespettatori 734 000[7]
- Ascolti Italia: telespettatori non disponibili – share 0,78%[8]

## Mondo occulto
- Titolo originale: Demimonde
- Diretto da: Dearbhla Walsh
- Scritto da: John Logan

### Trama
Vanessa è seduta su una panchina fuori da una chiesa e una bambina le si avvicina chiedendole perché non entra e le racconta che sua madre è morta. Vanessa vede Dorian Gray uscire dalla chiesa e decide di seguirlo fino a una serra piena di fiori esotici. Vanessa e Dorian visitano la serra e al termine della visita Dorian se ne va dicendo a Vanessa che quella sera andrà a teatro. Victor sta studiando un campione di sangue preso dal vampiro insieme all'ematologo Van Helsing e quest'ultimo parla a Victor di una scoperta fatta da lui stesso sul sangue dei vampiri: possiedono una sostanza particolare che impedisce la coagulazione. SIr Malcolm, Ethan e Victor si recano da Fenton e Victor decide di fargli una trasfusione per provare a curarlo. Victor propone a Ethan di sottoporsi alla trasfusione ma lui si rifiuta, quindi Sir Malcolm si offre al suo posto. I tre aspettano che Sembene li avvisi del risveglio di Fenton e nel frattempo Victor e Sir Malcolm discutono del mutilamento del cadavere della donna e di sua figlia, ma Ethan improvvisamente si arrabbia senza alcuna ragione apparente. I tre vengono raggiunti da Vanessa e Sembene arriva ad avvisarli che Fenton si è svegliato, quindi si recano tutti a fargli visita. Fenton è affamato e Vanessa gli offre una mela, ma lui, non ancora guarito, vuole invece del sangue, quindi Sembene gli porta un gatto che lui sbrana.
Brona parla a Ethan del suo passato: era fidanzata con un uomo violento che la madre l'aveva obbligata a sposare, quindi Brona ha deciso di prostituirsi piuttosto che sposarsi di nuovo. Ethan decide di portare Brona al Grand Guignol per vedere uno spettacolo horror e quella sera a teatro ci sono anche Dorian e Vanessa. Al termine del primo spettacolo, Vanessa incontra Ethan e Brona e successivamente i tre vengono raggiunti da Dorian. Brona, gelosa di Ethan e Vanessa, scappa da teatro, Ethan cerca di fermarla ma lei lo scaccia. Nel frattempo Fenton riesce a liberarsi dalle catene e sale in camera di Vanessa, dove si trova il suo padrone. Tuttavia il Padrone, notando il crocefisso appeso al muro nella camera, rinuncia a battersi contro Victor e Malcolm rimasti in casa. Ethan, appena stato lasciato da Brona fuori dal teatro, viene raggiunto da Dorian, il quale lo porta in un posto in cui si fanno scommesse clandestine. Ethan picchia alcuni uomini che lo provocano al bar e quindi si reca a casa di Dorian, dove questi gli offre l'assenzio.
Dopo il teatro, a Grandage Place, Sir Malcolm dice a Vanessa di aver trovato il demone nella sua stanza, quindi Vanessa deduce che Mina l'ha manipolata per farle trovare Fenton che ha invitato il padrone a entrare in casa.
Ethan e Dorian, sotto l'effetto dell'assenzio, hanno un rapporto sessuale.
- Guest star: Alun Armstrong (Vincent Brand), David Warner (Abraham Van Helsing), Olly Alexander (Fenton), Hannah Tointon (Maud Gunneson).
- Altri interpreti: Hayley Canham (Lucy), George Hanover (Tata), Gavin Fowler (Simon), Martin Phillips (Direttore di scena), Robert Nairne (Vampiro), Stephen Bradley (Gentiluomo 1), Frank Prendergast (Gentiluomo 2).
- Ascolti USA: telespettatori 730 000[9]
- Ascolti Italia: telespettatori non disponibili – share 0,78%[8]

## Più unite di due sorelle
- Titolo originale: Closer Than Sisters
- Diretto da: Coky Giedroyc
- Scritto da: John Logan

### Trama
L'episodio tratta la storia di Vanessa in relazione a quella di Mina e delle famiglie Ives e Murray. Il tutto è raccontato da Miss Ives che scrive una delle tante lettere rivolte all'amica d'infanzia. Le ragazze crescono in due famiglie molto vicine, in case adiacenti. L'infanzia scorre serena, tra corse sulla spiaggia e la creazione di piccoli animali impagliati con il fratello di Mina, Peter. Vanessa però scopre che sua madre ha una relazione con il Sir Malcolm e sebbene questa cosa la turbi profondamente decide di mantenere il segreto. Contemporaneamente inizia ad avere sensazioni terribili, quelle di essere perseguitata da un'entità oscura. Crescono come sorelle, fino al fidanzamento di Mina con un ufficiale. Vanessa vede l'innocente amica pronta per una nuova vita che lei, in quanto più coraggiosa, aveva immaginato avrebbe dovuto affrontare per prima. Nel labirinto cerca di baciare Peter che però la rifiuta, spaventato dalla sua veemenza. Lei vorrebbe dirgli di non seguire il padre in Africa, che in quel viaggio morirà perché è troppo debole, e lei invece ama la sua debolezza, ma non riesce a parlargli. La sera prima del matrimonio Vanessa tradisce l'amica assieme al suo promesso sposo. Viene scoperta proprio da Mina e le due famiglie si dividono.
In seguito al rifiuto dell'amica e al rapporto sessuale, Vanessa cade preda di una sorta di malattia simile all'epilessia, per la quale viene ricoverata in manicomio. Inizia ad avere crisi già alla presentazione con il medico, in cui dice di aver visto annegare centinaia di schiavi. Viene quindi internata. Si vedono alcune pratiche dell'epoca, come i bagni ghiacciati, il taglio dei capelli e, per concludere, una lobotomia parziale. Vanessa si riprende lentamente, nel frattempo Mina si è sposata con un certo Harker, mentre Peter è tornato a salutarla prima di partire per l'Africa. Vanessa sa che se partirà morirà durante il viaggio, in quanto troppo debole. Durante la sua malattia la giovane cede all'invito di un'entità oscura che prende le sembianze di Sir Malcolm, lei però lo riconosce come il demone che la perseguita sin da bambina.
Una volta completamente ripresa, miss Ives ha una visione di Mina sulla spiaggia, prigioniera di un potere oscuro, che la rimprovera di non aver fermato suo fratello dicendogli di amare la sua debolezza. Quando Vanessa nota che Mina non potrebbe sapere quelle cose, l'amica le risponde che il suo padrone le ha detto molte cose di lei e la supplica di salvarla. Dopo questa conversazione, Vanessa si reca da Sir Malcolm e si offre di aiutarlo a salvare la figlia.
- Guest star: Anna Chancellor (Claire Ives), Olivia Llewellyn (Mina Murray), Graham Butler (Peter Murray), Frank McCusker (Dottor Banning).
- Altri interpreti: Lili Davies (Vanessa da giovane), Fern Deacon (Mina da giovane), Noni Stapleton (Gladys Murray), Xavier Atkins (Peter da giovane), Michael James Ford (Gordon Ives), Joseph Millson (Capitano Branson), Diane Jennings (Infermiera Ruth).
- Ascolti USA: telespettatori 797 000[10]
- Ascolti Italia: telespettatori non disponibili – share 1,01%[11]

## Ciò che la morte può unire
- Titolo originale: What Death Can Join Together
- Diretto da: Coky Giedroyc
- Scritto da: John Logan

### Trama
Vanessa è scossa per l'attacco del vampiro la sera prima e litiga con Sir Malcolm che le chiede insistentemente di sforzarsi per localizzare il demone. Nel frattempo le condizioni di Brona peggiorano fatalmente, ma Ethan le resta accanto nonostante il rischio di rimanere contagiato. Vanessa si rivolge ai tarocchi per scoprire dove il demone possa nascondersi, ottenendo la visione di una nave o qualcosa relativo al commercio fluviale. Sir Malcolm, informato della visione, riesce a individuare un'imbarcazione arrivata dall'Egitto e messa in quarantena al porto di Londra; decide di andare a ispezionarla con l'aiuto di Ethan e Sembene, lasciando all'oscuro di tutto Vanessa che decide di accettare il corteggiamento di Dorian Gray. Durante la spedizione i tre vengono attaccati da un gruppo di vampiri che riescono a sterminare dopo una violenta lotta, durante la quale la caduta di una lampada a olio scatena un incendio. Le fiamme risvegliano il demone che, costretto a lasciare il suo rifugio sotto coperta, decide di scappare portando con sé Mina. Sir Malcolm, sollevato dal rivedere sua figlia ancora in vita, è comunque preoccupato per le sue condizioni e distrutto dal dolore per non essere riuscito a salvarla per l'ennesima volta.
Il dottor Frankenstein intanto viene istruito dal orof. Van Helsing su cosa sia un "vampiro" (il termine viene utilizzato per la prima volta nella serie) attraverso il penny dreadful contenente la storia di Varney il vampiro, da cui si evincono tutte le caratteristiche che contraddistinguono tali creature in modo da poterli riconoscere in futuro. Il Prof. Van Helsing verrà ucciso improvvisamente dalla Creatura del dottor Frankenstein, esasperato per l'attesa della sua sposa.
L'appuntamento tra Dorian Gray e Vanessa rivela una forte intesa tra i due, anche se Gray percepisce che Vanessa non si sta lasciando andare completamente; lei confessa di dover mantenere costantemente il controllo perché, nel caso in cui dovesse lasciarsi andare, le forze del male che sono insite in lei potrebbero prendere il sopravvento e annientare il suo autocontrollo. Infatti, quando i due iniziano il rapporto sessuale, Vanessa si abbandona alla passione permettendo al demone che vive in lei di riprendere il possesso. Vanessa riesce a raggiungere casa in cerca di aiuto pochi istanti prima di perdere la gestione del proprio corpo sotto gli occhi sbigottiti di Sir Malcolm.
- Guest star: David Warner (Abraham Van Helsing), Olly Alexander (Fenton), Olivia Llewellyn (Mina Murray), Hannah Tointon (Maud Gunneson).
- Altri interpreti: Joe McAvera (Fotografo), Gavin Fowler (Simon), Robert Nairne (Vampiro).
- Curiosità: all'interno dell'episodio viene mostrato un originale penny dreadful e viene utilizzato il termine "vampiro" per la prima volta. Inoltre, durante la cena fra Vanessa e Dorian Gray, quest'ultimo cita l'estetismo, il movimento a cui appartenne Oscar Wilde, l'autore de Il ritratto di Dorian Gray.
- Ascolti USA: telespettatori 681 000[12]
- Ascolti Italia: telespettatori non disponibili – share 0,77%[11]

## Possessione
- Titolo originale: Possession
- Diretto da: James Hawes
- Scritto da: John Logan

### Trama
L'intero episodio ruota intorno a Vanessa che, ormai posseduta dal demone, rischia di mettere in serio pericolo sia la sua vita che quella altrui. Sir Malcolm, Ethan, il Dr. Frankenstein e Sembene cercano in ogni modo di salvarla e proteggerla, anche se spinti da sentimenti diversi; proprio a causa di queste differenze, Ethan si scontrerà con Sir Malcolm, il quale sfrutta la terribile condizione di Vanessa per ottenere indizi su Mina. Quando sembra che non ci sia più nulla da fare, i protagonisti decidono di chiamare un sacerdote per praticare un esorcismo, ultimo tentativo dopo i fallimenti della scienza. Il prete però si rifiuta di praticare il rito optando per una semplice estrema unzione. Alla fine sarà Ethan a liberare Vanessa dal demone grazie alla medaglietta di San Giuda Taddeo donatagli da Brona. Una volta tornata in sé, Vanessa confessa a Sir Malcolm di avere importanti indizi su dove possa finalmente trovare Mina.
- Guest star: Oliver Cotton (Padre Matthews).
- Ascolti USA: telespettatori 799 000[13]
- Ascolti Italia: telespettatori non disponibili – share 0,56%[14]

## Grand Guignol
- Titolo originale: Grand Guignol
- Diretto da: James Hawes
- Scritto da: John Logan

### Trama
Dopo l'intensa e spaventosa possessione, Vanessa si ristabilisce dalle immense fatiche sopportate durante la sua battaglia contro il demone, un inferno che però ha dato i suoi frutti così come aveva cinicamente preventivato Sir Malcolm: Vanessa è riuscita a localizzare il nuovo covo dei vampiri che si trova nel teatro dove Calibano lavora dietro le quinte. Prima di intraprendere la spedizione notturna per salvare Mina, i protagonisti hanno dei momenti risolutivi personali; Miss Ives e Sir Malcolm mettono le carte in tavola sulle loro posizioni rispetto alla possibile salvezza di Mina, Vanessa taglia definitivamente i ponti con Dorian, Ethan subisce la perdita di Brona ed è braccato da un paio di "detective privati" americani che vorrebbero riportarlo dal padre, mentre Victor stabilisce finalmente un collegamento con la sua creatura che lo spinge a compiere un gesto estremo.
- Guest star: Alun Armstrong (Vincent Brand), Henry Goodman (Sacerdote), Olivia Llewellyn (Mina Murray), Hannah Tointon (Maud Gunneson), Stephen Lord (Warren Roper) e Helen McCrory (Madame Kali).
- Altri interpreti: Julian Black Antelope (Mr. Kidd), Chris McHallem (Proprietario del negozio di armi), Gavin Fowler (Simon), Robert Nairne (Vampiro).
- Ascolti USA: telespettatori 856 000[15]
- Ascolti Italia: telespettatori non disponibili – share 0,62%[14]